# Liviöjärvi, Norrbotten
Liviöjärvi är en sjö i Pajala kommun i Norrbotten och ingår i Torneälvens huvudavrinningsområde. Sjön har en area på 2,21 kvadratkilometer och ligger 204,9 meter över havet. Liviöjärvi ligger i Torne och Kalix älvsystem Natura 2000-område. Sjön avvattnas av vattendraget Liviöjoki.

## Delavrinningsområde
Liviöjärvi ingår i det delavrinningsområde (747079-181858) som SMHI kallar för Utloppet av Liviöjärvi. Medelhöjden är 212 meter över havet och ytan är 15,83 kvadratkilometer. Det finns ett avrinningsområde uppströms, och räknas det in blir den ackumulerade arean 53,97 kvadratkilometer. Liviöjoki som avvattnar avrinningsområdet har biflödesordning 2, vilket innebär att vattnet flödar genom totalt 2 vattendrag innan det når havet efter 230 kilometer. Avrinningsområdet består mestadels av skog (23 procent) och sankmarker (52 procent). Avrinningsområdet har 2,27 kvadratkilometer vattenytor vilket ger det en sjöprocent på 14,3 procent.